# 美濃口武雄
美濃口武雄（みのぐち たけお、1937年7月26日 - 2021年8月28日）は、日本の経済学史学者。一橋大学名誉教授。

## 人物・来歴
東京市中野区で美濃口時次郎の長男として生まれる。成蹊中学校・高等学校を経て、1962年一橋大学経済学部卒（中山伊知郎ゼミ）、1967年同大学院博士課程単位取得退学（師は荒憲治郎）、一橋大学経済学部専任講師、1969年オックスフォード大学留学（ブリティッシュ・カウンシル・スカラー）、1971年助教授、1978年教授。2001年定年退任、名誉教授となり、関東学院大学教授、富士大学大学院初代研究科長を務めた。
指導学生に蜂谷豊彦一橋大学教授、池尾愛子早稲田大学教授、小峯敦法政大学教授、大熊英司元テレビ朝日アナウンサーなど。
2017年4月29日、瑞宝中綬章受章。2021年8月28日、肺炎のため死去。84歳没。死没日をもって正四位に叙される。

## 著書
- 『経済学史 近代経済学の生成と発展』有斐閣大学双書, 1979.1
- 『経済学説史』青林書院新社, 1981.1
- 『近代経済学入門』中央経済社, 1982.3
- 『経済学概論 現代の日本経済と経済学』(経済学基礎シリーズ 創成社, 1989.5
- 『経済学説史 イギリスの経済と経済学の歴史』(経済学基礎シリーズ 創成社, 1990.1

共編
- 『近代経済学と日本』早坂忠共編. 日本経済新聞社, 1978.2

### 翻訳
- A.W.ストーニャー, D.C.ヘイグ 共著『経済学テキストブック』全2巻 (現代社会科学叢書) 春秋社, 1972-77